# Aloa
Aloa o Alwa (grec: Ἄρουα, Àrua; àrab: علوة, ʿAlwa) fou un regne medieval situat en el territori que avui en dia és el centre i el sud del Sudan. La capital era la ciutat de Soba, prop de l'actual Khartum, a la confluència del Nil Blau i el Nil Blanc.
Fundat després de l'ensulsiada de l'antic Regne de Cuix, cap al 350, és esmentat per primera vegada el 569. El 580 fou l'últim dels tres regnes nubians a convertir-se al cristianisme, seguint els passos de Nobàtia i Makuria. És possible que assolís el seu apogeu entre el segle ix i el segle xii, quan les fonts mostren que superava la seva veïna del nord, Makuria, amb la qual tenia forts vincles dinàstics, en extensió territorial, puixança militar i prosperitat econòmica. Era un estat multicultural administrat per un rei poderós que delegava la seva autoritat en governadors provincials. La capital, Soba, descrita com una ciutat de «cases grans i esglésies plenes d'or i jardins», era un important centre comercial. S'hi negociaven mercaderies que arribaven des de Makuria, l'Orient Pròxim, l'Àfrica Occidental, l'Índia i fins i tot la Xina. La taxa d'alfabetització era alta, tant en nubià com en grec.
El declivi d'Aloa, iniciat al segle xii i accentuat al segle xiii, podria tenir a veure amb invasions procedents del sud, els efectes de la sequera i canvis en les rutes comercials. És possible que la pesta assolés el país al segle xiv, coincidint amb l'arribada de tribus àrabs a la vall de l'Alt Nil. Al tombant del segle xvi, Soba ja havia caigut en mans dels àrabs o dels funj, fet que segurament constituí el punt final d'Aloa, encara que hi ha tradicions orals sudaneses que conten que hauria perdurat en el Regne de Fazughli, a la frontera entre Etiòpia i el Sudan. La fundació del Soldanat de Sennar pels funjs després de la destrucció de Soba encetà un període d'islamització i arabització.

## Història
Caigut el regne de Mèroe vers el 350, els petits regnes com Ballana i Qustul van acabar desapareixent al cap de 200 anys; un poder mitjà com Nobàtia, al nord, va existir una mica més per acabar absorbit per l'estat més poderós de Makuria, que va tenir per capital a Dongola. Al sud va existir un regne a Soba, que passat el 550, probablement abans del 600, va originar el regne d'Aloa. La seva història és molt poc coneguda.
Vers finals del segle v aparegueren pels regnes de Núbia els primers eremites i monjos procedents de la Tebaida, a l'Egipte romà; Plini i Mela anomenen aquest territori com Etiòpia, però cal identificar-lo com Núbia i Abissínia, és a dir les modernes Sudan i Etiòpia, i no pas sols aquesta darrera.
Al segle vi els regnes i els pobles de Núbia encara no eren cristians i l'emperadriu Teodora va enviar al monjo Julià d'Alexandria que va difondre el monofisisme, els monofisites s'anomenaven coptes. El primer que es va fer cristià fou el regne de Nobàtia, a la segona meitat del segle, però aviat fou incorporat al regne de Dongola per formar Makurru, vers el 600. Julià va difondre el cristianisme monofisita, després predicat pel seu successor Longí, auxiliat pel bisbe Teodor de Philae. Fou el monjo Longí qui va batejar el rei de Soba o d'Aloa vers el 580.

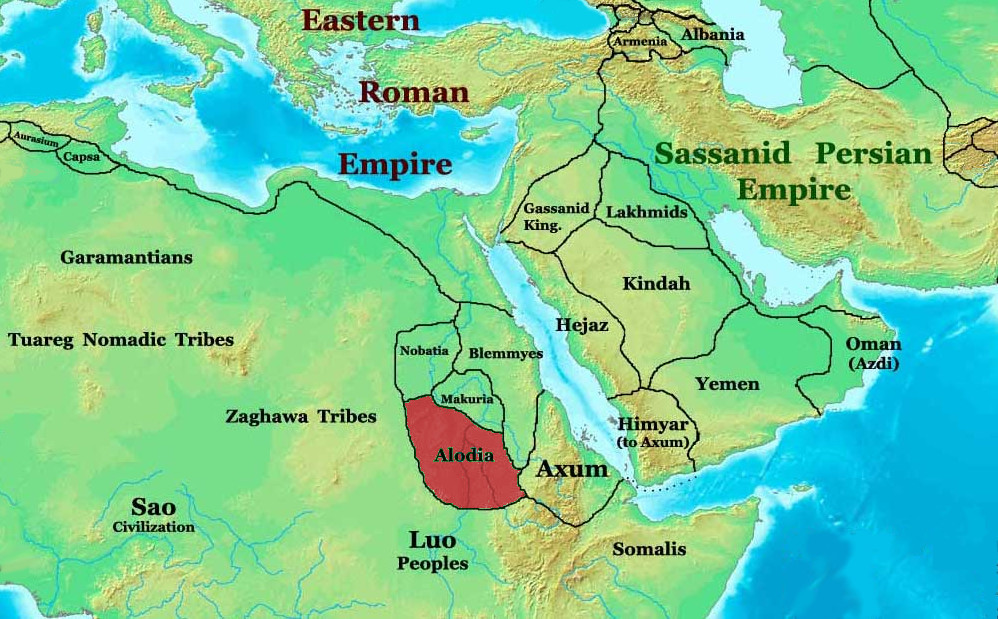
Aloa en 565 després de Crist.

El 640 Amr Ibn al-Aziz, comandant en cap dels àrabs, va conquerir Egipte. El patriarca melquita, catòlic, Jordi d'Alexandria va fugir a Constantinoble i la seu va restar vacant durant cent anys. Els coptes, en canvi, es van aliar als àrabs i van rebre a canvi les esglésies catòliques; el patriarca copte va passar a tenir jurisdicció sobre tot Egipte i Núbia. Els bisbes designats arreu de Núbia foren monofisites i aquesta tendència es va imposar ràpidament. Núbia es va dividir en tres províncies eclesiàstiques amb 17 bisbes: Maracu (amb les diòcesis sufragànies de Korta, Ibrim, Bucoras, Dunkala, Sai, Termus, i Suenkur); Albadia (amb les diòcesis de Borra, Gagara, Martin, Arodias, Banazi, i Menkesa); Niexamitis (amb les de Soper, Coudjarim, Takdji, i Amankul).
A la regió va existir un altre regne que s'esmenta del 900 i que es deia Dotawo, i la seva capital era a Dau, i que potser va sorgir per fraccionament d'Aloa. Després va ser ocupat per Makuria i va restar sotmès dos segles.
Al segle xii es va independitzar, i es van produir enfrontaments amb els musulmans que ja no es van aturar els tres segles següents; els arquers d'Aloa van combatre amb eficàcia contra els mamelucs d'Egipte, i quan el perill gairebé havia passat, Suba va caure en mans dels Kawasma, una branca dels àrans Rufaa Djuhayna, i dels negres funj de Sennar el 1504, que després es van estendre a Dongola. La baixa Núbia va quedar aviat fora del control funj, davant els otomans: Selim I va annexionar el territori fins a la tercera cascada i hi ha va establir una guarnició de bosnians i turcs (anomenats ghuzz pels sudanesos).

## Vida quotidiana
El rei governava com un monarca absolut i transmetia el tron per via materna per assegurar la puresa del llinatge. Els seus costums protocol·laris i el sistema d'administració eren similars a la veïna Makuria. El poder estava molt proper a la religió, en una terra amb més de 400 esglésies sufragades parcialment amb els impostos del regne. Aquests provenien sobretot dels beneficis de l'agricultura, amb el conreu de cereals i fruits que permetien tenir bestiar boví. També s'extreia or i sal de les seves mines, que en gran part s'exportaven, igual que l'ivori. A canvi obtenien ingressos monetaris i altres productes com la seda o el vidre. Aloa només va incorporar-se al comenrç d'esclaus tardanament.

## Llista de reis
- Reis desconeguts abans de 943
- Eusebius Gurdjuh v. 943-958
- Esteve v. 958-969
- A Makuria 969-1174
- Reis desconeguts 1174- v. 1270
- Ador v. 1270
- Desconeguts després de 1270
- A Sennar després del 1504